# 上海市舞蹈学校

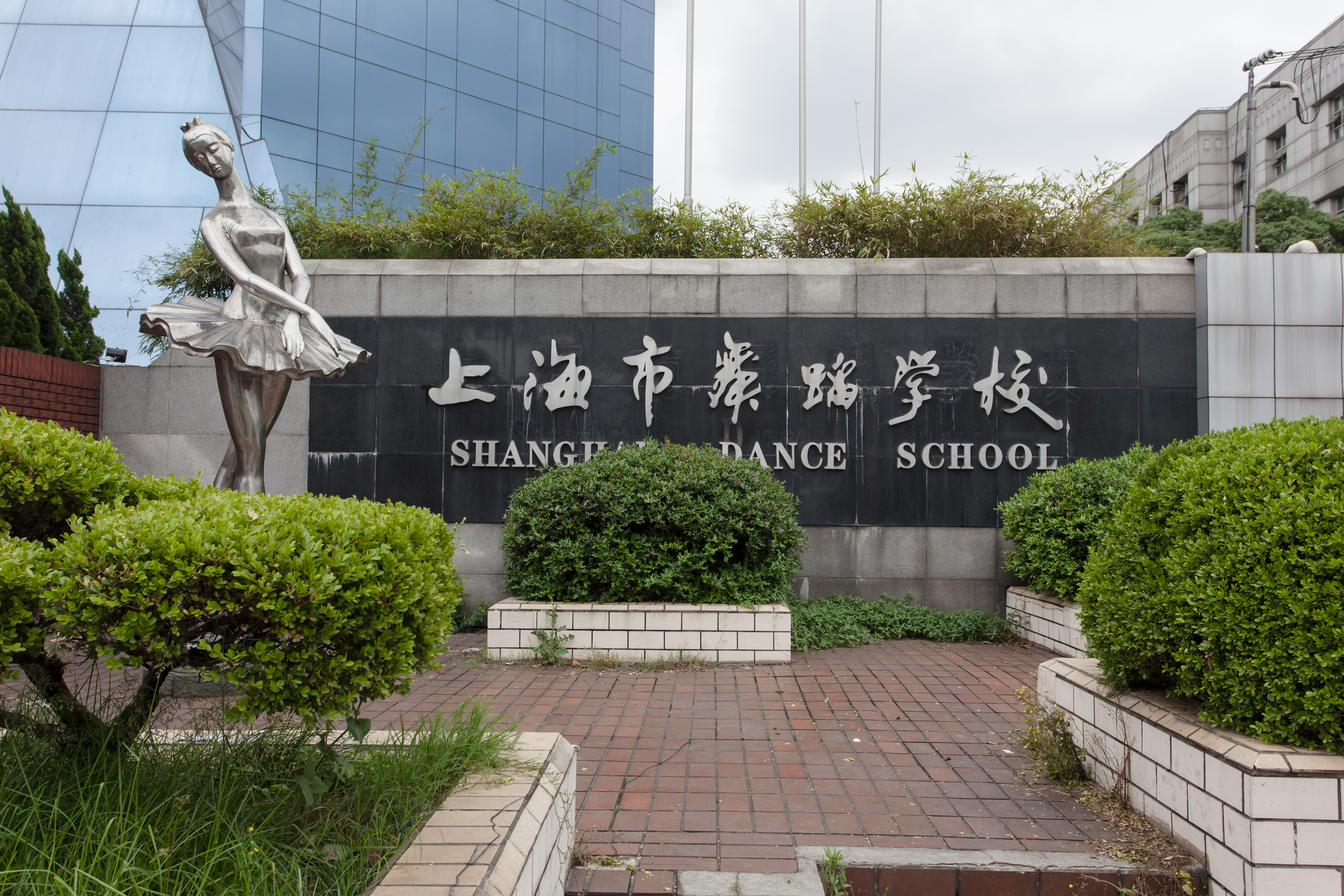
学校大门

上海市舞蹈学校，1960年3月18日成立，位于中國上海市虹桥路1674号，是一所培养舞蹈人材的学校。2002年6月并入上海戏剧学院，故又称为上海戏剧学院附属舞蹈学校。
1996年1月，成立东方青春舞蹈团（与东方电视台合作），2007年1月，东方青春舞蹈团交予上海文广集团管理。

## 专业设置
- 芭蕾舞
- 中国舞
- 国际标准舞

## 著名人物
- 凌桂明、石钟琴、杨新华、辛丽丽、谭元元、黄豆豆
- 粱菲、姚伟、方仲静、加治屋百合子、施超、徐丹青、翁耀昇
- 唐怡、李佳贝、华雯、吴佳琦、姚伟、黄震、徐丹青、单文霞
- 刘迎宏、朱洁静、朱正廷、杨笑婷、杨惠茗、杨雪

## 荣 誉
- 1991年被评为全国职业技术教育先进单位和全国文化工作先进集体
- 2003年被评为全国文化先进集体
- 1993年、2000年和2004年连续三次被评为国家级重点中专学校
- 2001年被市教委列为上海百所中专重点建设工程学校。